# Rodnîcikî, Troițke
Rodnîcikî (în ucraineană Роднички) este un sat în comuna Bohatka din raionul Troițke, regiunea Luhansk, Ucraina.

## Demografie
Componența lingvistică a localității Rodnîcikî
     Ucraineană (100%)
Conform recensământului din 2001, toată populația localității Rodnîcikî era vorbitoare de ucraineană (100%).